# Tuchomie (gmina)
Pour la localité, voir Tuchomie.
Tuchomie est une gmina rurale du powiat de Bytów, Poméranie, dans le nord de la Pologne. Son siège est le village de Tuchomie, qui se situe environ 11 km à l'ouest de Bytów et 89 km à l'ouest de la capitale régionale Gdańsk.
La gmina couvre une superficie de 106,47 km2 pour une population de 3 915 habitants.

## Géographie
La gmina inclut les villages de Chocimierz, Ciemno, Dalekie, Jabłoniec, Kramarzynki, Kramarzyny, Masłowice Trzebiatkowskie, Masłowice Tuchomskie, Masłowiczki, Modrzejewo, Nowe Huty, Piaszno, Piaszno Małe, Tągowie, Tesmarówka, Trzebiatkowa, Tuchomie et Tuchomko.
La gmina borde les gminy de Borzytuchom, Bytów, Kołczygłowy, Lipnica et Miastko.